# بانگ‌مرغ دم‌سرخ
بانگ‌مرغ دم‌سرخ (نام علمی: Calicalicus madagascariensis) نام یک گونه از سرده بانگ‌مرغ‌های سرخ است.